# 牧場物語 ふたごの村
『牧場物語 ふたごの村』（ぼくじょうものがたり ふたごのむら、Harvest Moon: The Tale of Two Towns）は、マーベラスエンターテイメント（現・マーベラス）より2010年7月8日に発売されたニンテンドーDS用ゲームソフト。
本項ではニンテンドー3DS版『牧場物語 ふたごの村+』についても記述する。

## 概要
ニンテンドーDSにおける牧場物語シリーズの第6作目。
牧畜が盛んな洋風のブルーベル村と農業が盛んな和風のこのはな村の二つの村が舞台となり、主人公はどちらかの村に住み牧場を経営することになる。なお、月末には引越しが可能であるため片方の村に定住することになるわけではない。かつては仲が良かった二つの村も現在は村長同士が大喧嘩をするほど仲が悪く、双方の村人も和解に無関心である。そのため、主人公が二つの村を仲良くさせることもゲームの目的のひとつである。そのほかにも恋愛をして結婚する、おつかいをして服や牧場生活に必要なアイテムを集めるなど、前作とは違う要素も見せている。
主要スタッフははしもとよしふみ（プロデューサー）、和田康宏（統括プロデューサー）、まつやまいぐさ（キャラクターデザイン）。なお本作品は和田が制作に携わった最後の『牧場物語シリーズ』作品となった。
当初は2010年2月25日に発売される予定だったが、1月下旬に2010年春に発売を延期することが発表された。その後、4月下旬に改めて公式ウェブサイト上で発売予定日が2010年7月8日と発表された。予約特典として「白と茶色のアルパカさんリバーシブルストラップ」が付く。

## 登場人物

### プレイヤーキャラクター
主人公・男性
自然が大好きで、緑の多いところに牧場を開くという子どもの頃からの夢を叶えるため、村にやってきた男の子。どんなことでもあきらめずにチャレンジしてみる好奇心旺盛な性格をしている。
主人公・女性
元気いっぱいで、動物や作物を育てることが大好きな女の子。牧場主になる夢をかなえるため、この村にやってきた。世話焼きで、人の気持ちになって考えることができるやさしい性格。

### 結婚候補

#### 女性
リア
ブルーベル村のカフェで働く女の子。ハワードの娘。明るく、気が利くしっかりものなので村の人気者。お菓子を作ることと紅茶を入れることが好き。
ラズベリー
ブルーベル村に住んでる女の子。グラニーの娘。言動がはきはきしていて、明るく人を区別しない性格。基本はプラス思考だが、時々落ち込んでしまう。ちょっと短気なところもある。以前住んでた訛り（関西弁）が抜けない。
ナナ
このはな村に住んでいる女性。ゴンベエの孫。大人の包容力を持った優しいお姉さん。祖父母の持つ畑の手伝いや家事を行う。控えめで物腰もたおやかだが、芯が強く行動的で、意外に頑固な一面もある。
リコリス
このはな村の果樹園に住んでいる女性。ザウリの姪。農業科の大学に通い、卒業して地元に帰ってきた。口調がきつく、とっつきにくいところがある。人付き合いが苦手。
賢者さま
ひっそりと山の奥の小屋で住んでいる錬金術師。錬金術を極める事を生涯の目標としており、他人とは関わらずにずっと一人で暮らしてきた。家に引きこもっているせいか世間知らず。本名はユリイカ。
アリエラ
女神さまにすごく憧れを抱いているシスター。信仰心が篤く、少し度が過ぎる面もある。ロヴェンと共に、女神さまのいる土地を渡り歩いている。ブルーベル村の教会に滞在する。

#### 男性
アーシュ
ブルーベル村の牧場を家族で経営している。ジェシカの息子。主人公の経営する牧場のライバル的存在。誰に対して友好的で、弱い者や小さい者は守るのは男性の義務だと考えており、特に女性や子供、お年寄りには優しい。
カミル
ブルーベル村のカフェに住んでる青年。口数が少なく、あまり自分の事を語らない。フラワーデザインなどのセンスはピカ一。
キリク
このはな村の馬屋を経営している。ストレートな性格で、体を動かす事が大好き。好きな物に熱中しだすと、他の事はお構いなし。とにかく馬好きで、愛馬とは子供の頃から大の仲良し。
チヒロ
このはな村の診療所で働いている青年。医者になる夢を目指し頑張っている。少し天然でドジなところがある。
ミハイル
世界を旅するヴァイオリン奏者。基本的に優しいが、自分の事を深く追求されるのを嫌う。主人公と同じ村に滞在する。
ディルカ
元気いっぱいで、愛嬌のある郵便屋の青年。人見知りせず誰とでもすぐ仲良くなれる。知り合いの牧場主の影響で作物を作る事に興味を持ち始め農業が盛んだというこのはな村へと引っ越してきた。

### 村の住人

#### ブルーベル村
ルドガー
ブルーベル村の村長。物知りで知識は広く、元気で明るいおじちゃん。だが一度火がつくと頑固になり、全く人の言うことを聞かなくなる事もある。そんな時は、妻のローズにたしなめられ、頭が上がらない。
ローズ
ルドガーの妻。明るく元気なおばあちゃんで、夫のルドガーを常に立て、村長として働く彼を支えている。ルドガーより年上の姉さん女房。
ハワード
ブルーベル村のカフェを経営している。リアの父親。お化粧と女性のような話し方が特徴的だが、カミルの親代りをしている。人の世話を焼くのが好きで、流行に敏感。なよなよしているが、怒る時はきっちり怒り、優しい時はすごく優しい。
ジェシカ
ブルーベル村で牧場を経営している。アーシュとシェリルの母親。とても仕事熱心で、自家製の乳製品の開発などを考えている。
シェリル
ジェシカの娘でアーシュの妹。兄のアーシュが大好きで、いつも兄が自分の方を見てないと気が済まない。寂しがり屋で優しいが、多少お転婆で気が強い。
グラニー
ブルーベル村でペット屋を経営している。前向きで楽天的な性格。ラズベリーの父親。馬やペットのしつけには定評がある。
アイリン
おっとりして力仕事には無縁そうな外見だが、大きな角材も片手で持ってしまうほど力持ちの大工さん。増築関係の仕事をしてくれる。
フーチョ
ブルーベル村の雑貨屋を経営している三兄弟の長男。商売の才と金運を持ち合わせている。
ルーチョ
ブルーベル村の雑貨屋を経営している三兄弟の末っ子。他人の感情を場の雰囲気を素早くキャッチする。
ロヴェン
昔、女神さまに助けてもらった事があり女神さまをとても信仰している神父。布教活動を兼ねて、女神さまのいるという土地を渡り歩いている。ブルーベル村の教会に滞在している。

#### このはな村
イルサ
このはな村の村長。意思をはっきりと持っており、信念を貫く男口調の女性。自分の村を心から愛しており、住人達の暮らしを守るのが務めだと村長の立場を自覚している。
リュイ
イルサの息子。厳しく育てられたため、子供らしからぬ言動も多い。落ち着いた雰囲気だが、考えばかりが先行して体がついていかず、時々ヘマをやったりする。
ソナ
このはな村で食事処を経営している。マオの祖母。自分の料理を人に食べてもらって喜んでもらうことが好き。
マオ
このはな村に住んでいる女の子。ソナの孫。体が弱いのであまり外で遊んだりと子供らしいことができず、家にこもっている事が多い故におとなしい。療養のため両親と離れて暮らしている。よくパンダのぬいぐるみを持っている。
ザウリ
このはな村で果樹園を経営している。リコリスの叔父。変わり者で自分の興味のあるものにしか熱中しない。子供好きだが、顔が強面なため懐かれない。
ムーチョ
このはな村の雑貨屋を経営している三兄弟の次男。お金にはうるさく、損な役回りが多い。
ゴンベ
このはな村の種屋を経営している。ナナの祖父。耳が遠いふりをしたり都合の悪い事は聞かなかったり、子供のように無邪気な性格。
シェン・ロー
このはな村から離れた竹林で暮らしている。頑固親父らしい口調だが、根は良い人らしい。道具の改良をしてくれる。パンダが好きでいつもパンダの着ぐるみを着ている。
アヤメ
このはな村の女医。優しく大らかな性格。若者をからかっているところがある。日中は医院にいる。

### その他
女神さま
山の守り神。いろいろな事についてアドバイスをしてくれる。女神とは思えないほどとてもお気楽な性格をしており、楽しいことが大好き。
ピエール
世界的に有名なグルメマンの青年。おいしいものを食べ、評価するため世界各国を回っている。

## コラボレーション企画
AKB48
毎日放送『突撃！AKBレポート』での企画（2010年2月26日放送）。宮崎美穂（みゃお）と多田愛佳（らぶたん）がマーベラスエンターテイメントに1日体験社員としてやってきた際に本作の主人公の服装をデザインした。ゲーム中で実際に使用されるのかは不明。
SWEETS PARADISE
本作のCMに出演している南條有香と日南響子がプロデュースするオリジナルスイーツが「SWEETS PARADISE」各店舗にて期間限定で発売される予定である。

## ニンテンドー3DS版
2017年に発表されたニンテンドー3DS移植版で同年12月14日に発売。
新たに以下の内容が追加されている。
- 解像度の向上
- 主人公の5つからのタイプ選択
- 動物を撫でる
- 結婚相手と結婚後のエンドイラスト
- すれちがい通信によるアイテムのやり取り
- ダウンロードコンテンツへの対応

イメージソングは『ふたごの牧場』。歌唱はドリーミング。作詞作曲は池波晏寿。